# Тауэр, Джон
Джон Тауэр (англ. John Tower; 1925, Хьюстон, Техас — 1991, Брансуик, Джорджия) — республиканский сенатор США от штата Техас (1961—1985), 1-й со времени Реконструкции Юга. После своей отставки он был председателем (назначен Рейганом) Комиссии Тауэра по расследованию политического скандала Иран-контрас.

## Ранняя биография
Родился в семье методистов. Учился в разных школах Восточного Техаса, в 1942 года окончил учёбу в Бомонте. Бросив колледж летом 1943 года, отправился на Тихоокеанский театр военных действий Второй мировой войны. В 1946 году после окончания войны он вернулся в Техас. Будучи демобилизованным матросом 1-го класса, он вступил в Юго-Западный университет в Джорджтауне, и в 1948 году окончил учёбу со степенью бакалавр искусств (направление политология). В 1949 году переехал в Даллас и поступил в Южный методистский университет, также подрабатывал страховым агентом. В 1951 году он бросает ЮМУ и поступает в качестве доцента в Университет Среднего Запада (сейчас Государственный университет Среднего Запада, Midwestern State University) в Уичито-Фолс. В 1953 году получил степень магистра искусств (гуманитарных наук) в УшСЗ. Во время своей преподавательской деятельности он здесь встретил свою будущую 1-ю жену (Лу Беллингтон).

## Приход в Сенат
Тауэр начал быстро подниматься по политической карьерной лестнице. Он был кандидатом в представители  от 81-го округа в законодательный орган Техаса в 1954 году, но проиграл. В 1956 году был делегатом на Национальном съезде Республиканской партии, а также на президентских выборах (1956) он был руководителем кампании Эйзенхауэра в 23-м избирательном округе. Он был избран на съезде штата в Мак-Аллене (округ Идальго) в качестве республиканского кандидата в Сенат США, победив Линдона Джонсона. 1-я кампания закончилась поражением Тауэра: он получил 927 653 голоса (41,1 %), а Л. Джонсон — 1 306 605 (58 %). Во 2-й кампании Сената Тауэр получил 327 308 голосов (30,9 %) в сравнении со своим соперником Блекли — 191 818 (18,1 %). Другие противники получили голоса: Джим Райт (демократ и конгрессмен из города Форт-Уэрт; будущий спикер Палаты представителей) — 171 328 (16,2 %), Уилл Уилсон (генеральный прокурор Техаса 1957—1963 гг.) — 121 961 (11,5 %), Мэури Меверик (либеральный юрист из Сан-Антонио, бывший член палаты представителей Техаса) — 104 922 (9,9 %), Генри Гонсалез (сенатор штата Техас и будущий конгрессмен США из Сан-Антонио) — 97 659 (9,2 %).

## Работа в Сенате
В течение своего первого срока он был единственным сенатором-республиканцем от Юга до перехода в 1964 году в Республиканскую партию Строма Тэрмонда от Южной Каролины. В течение этого времени он голосовал против Civil Rights Act of 1964 и Voting Rights Act of 1965. В Сенате Тауэр был членом комитета по труду и социальной защите населения (the Labor and Public Welfare Committee) (вышел из него в 1964) и комитета по банковскому делу, жилищному строительству и городскому хозяйству (the Committee on Banking, Housing, and Urban Affairs). В 1965 году стал членом Комитета по вооружённым силам. Он также входил в состав Объединённого комитета по производству вооружения (1963—1977) и Сенатского республиканского комитета (1962, 1969—1984). Он был убеждённым сторонником модернизации армии, будучи сначала членом, а в 1981–1985 и председателем Комитета сената по вооружённым силам.

## После Сената
Тауэр ушёл из Сената в 1985 году. После он участвовал в качестве консультанта в предвыборных кампаниях Р. Рейгана и Дж. Буша, ст. В ноябре 1986 года по просьбе Рейгана был назначен председателем специального наблюдательного совета (известного как Комиссия Тауэра) по расследованию политического скандала Иран-контрас. В опубликованном 26 февраля 1987 года докладе резко критиковались администрация Рейгана и сделки Совета национальной безопасности с Ираном и Никарагуанским Контрас. В 1989 году Дж. Буш предложил Джона Тауэра на должность министра обороны, но Сенат отверг его предложение. Одной из причин отказа могли быть вредные привычки, связи с военными подрядчиками или его прочойсинговые взгляды. За его кандидатуру проголосовало 47, против — 53.

## Смерть
5 апреля 1991 года, вместе со своей дочерью Мариан и ещё 21-м человеком, погиб во время крушения самолёта компании Atlantic Southeast Airlines рейса 2311 во время посадки в Брансуике (Джорджия). Он и его дочь похоронены на своём участке Sparkman-Hillcrest Memorial Park Cemetery в Далласе. Его личная и политическая жизнь отображены в автобиографии Consequences: A Personal and Political Memoir, изданной спустя месяц после смерти.